# روبرتو کاپارلی
روبرتو کاپارلی (ایتالیایی: Roberto Capparelli؛ ۱۸ نوامبر ۱۹۲۳ – ۲۰۰۰) بازیکن فوتبال ایتالیایی‌تبار اهل آرژانتین-بولیوی بود.
از باشگاه‌هایی که در آن بازی کرده‌است می‌توان به باشگاه فوتبال استرونگست اشاره کرد.
وی همچنین در تیم ملی فوتبال بولیوی بازی کرده‌است.